# سوهاسيني مانيراتنام
سوهاسيني مانيراتنام هي ممثلة،مخرجة،منتجة وكاتبة هندية ولدت في 15 أغسطس 1961.

## روابط خارجية
سوهاسيني مانيراتنام على موقع IMDb (الإنجليزية)
- سوهاسيني مانيراتنام على موقع أول موفي (الإنجليزية)
- سوهاسيني مانيراتنام على موقع كينوبويسك (الروسية)